# Cataglyphis hannae
Cataglyphis hannae là một loài kiến thuộc họ Formicidae. Đây là loài đặc hữu của Tunisia.